# Гедройц, Ирина Эдуардовна
Ирина Эдуардовна Гедройц (24 октября 1969, Кисловодск, Ставропольский край) — российская футболистка, защитница. Мастер спорта России (1994). Выступала за сборную России. Также — теннисистка и тренер по теннису.

## Биография
Воспитанница кисловодского спорта. Во взрослом футболе начинала выступать в начале 1990-х годов за клуб «Виктория» (Ставрополь).
С 1994 года играла в высшей лиге России за клуб «Энергия» (Воронеж), провела в его составе более 100 матчей. Становилась чемпионкой (1995, 1997, 1998) и серебряным призёром (1994, 1996, 1999, 2000, 2001) чемпионата России. Обладательница (1995, 1996, 1997, 1999, 2000, 2001) и финалистка (1994, 1998) Кубка России. После ухода из «Энергии» играла за другие клубы высшей лиги — «Рязань-ТНК», «Лада» (Тольятти), «Энергетик-КМВ» (Кисловодск), «Надежда» (Ногинск).
Выступала за женскую сборную России по футболу. В отборочных турнирах чемпионатов Европы 1995 и 1997 годов сыграла 4 матча.
После окончания футбольной карьеры выступала на российских соревнованиях по теннису среди взрослых и ветеранов. Представляла город Кисловодск. Также работала тренером по теннису. Кроме того, выступала в любительских соревнованиях по плаванию, лёгкой атлетике, горным лыжам.
Окончила Волгоградский институт физкультуры.